# Angelina Mango
Angelina Mango (Maratea, Itália; 10 de Abril de 2001) é uma cantora e compositora italiana. Em 2023 participou na vigésima segunda edição do concurso de talentos «Amici di Maria De Filippi», onde acabou por ficar em 2.º lugar e ganhou a categoria de canto e o Prémio Lunezia pelo valor musical-literário da canção «Ci pensiamo domani». Venceu o Festival de Sanremo de 2024 com a canção «La noia» e com a mesma representou Itália no Festival Eurovisão da Canção de 2024 em Malmo, na Suécia.

## Biografia
Angelina Mango nasceu a 10 de Abril de 2001 em Maratea, na província de Potenza, Basilicata, filha de Laura Valente, antiga cantora dos Matia Bazar, e de Giuseppe Mango, conhecido pelo nome artístico «Mango». Cresceu em Lagonegro, também na província de Potenza, com o seu irmão mais velho Filippo Mango, nascido em 1995, com quem partilha a paixão pela música. Graças ao ambiente familiar em que viveu em criança, aprendeu a cantar, a tocar piano e a tocar guitarra. Em setembro de 2014, Mango inscreveu-se no «liceo scientifico», mas suspendeu os estudos após a morte do pai, a 8 de Dezembro de 2014. Em 2016, mudou-se para Milão com a família, onde continuou a estudar e começou a cantar numa banda com o irmão como baterista.
A 13 de Novembro de 2020, lançou o seu primeiro single «Va tutto bene», que antecipa o seu EP de estreia «Monolocale». Durante 2021, abriu os concertos da Parola Tour de Giovanni Caccamo e Michele Placido, actuando durante a Semana da Música de Milão em novembro de 2021. Durante o mesmo período, participou nas selecções de Sanremo Giovani, com a canção «La tua buona colazione», não sendo selecionada entre os finalistas.
Depois de assinar um contrato com a Sony Music e começar a escrever e produzir novas canções juntamente com o produtor Enrico Brun, em 2022 participou no Concerto del Primo Maggio e no concurso musical Musica da bere. No mesmo ano, começou a lançar alguns singles, incluindo Formica, Walkman (produzido por Tiziano Ferro) e Rituali (com Nashley). Em setembro de 2022, participou como convidada no programa transmitido na Rai 3 «Via dei Matti nº0».
A 3 de Dezembro de 2023 foi anunciado que participaria como concorrente no 74.º Festival de Sanremo, que decorreu de 6 a 10 de Fevereiro de 2024, com a canção «La noia». Além disso, durante a noite de capa do festival, apresentou a sua própria interpretação de «La rondine», o êxito histórico do seu pai, juntamente com o quarteto de cordas da Orchestra di Roma. A 11 de Fevereiro de 2024, Angelina Mango obteve a vitória final, ficando à frente de Geolier com «I p' me, tu p' te» e de Annalisa com «Sinceramente».

## Discografia

### Álbuns
- 2024 - Poké melodrama

### EP
- 2020 – Monolocale
- 2023 – Voglia di vivere

### Singles
- 2022 – Formica
- 2022 – Walkman
- 2022 – Rituali
- 2023 – Voglia di vivere
- 2023 – Mani vuote
- 2023 – Ci pensiamo domani
- 2023 – Che t'o dico a fa'
- 2023 – Fila indiana
- 2024 – La noia
- 2024 – Melodrama
- 2024 – Per due come noi

### Colaborações
- 2014 – Get Back (Mango feat. Angelina Mango, do álbum L'amore è invisibile)

## Digressões
- 2023 – Voglia di vivere Tour